# Афанасьев, Валерий Алексеевич
Вале́рий Алексе́евич Афана́сьев (род. 20 августа 1949, Москва, СССР) — советский и российский актёр театра и кино, педагог. Народный артист Российской Федерации (2005), лауреат премии Правительства Российской Федерации (2019), преподаватель.

## Биография
Валерий Афанасьев родился 20 августа 1949 года в Москве.
В 1970 году окончил актёрский факультет Высшего театрального училища имени Б. В. Щукина (художественный руководитель курса — Марианна Рубеновна Тер-Захарова) и был приглашён в Московский драматический театр имени Н. В. Гоголя на главную роль — журналиста Егора Королёва в пьесе Леонида Жуховицкого «Верхом на дельфине». Затем последовало множество других заметных ролей: Аристофан в пьесе М. Рощина, Григорий Распутин («Заговор императрицы» А. Н. Толстого), Плетнёв («Солдатская вдова» Н. Анкилова), Стив («Рок-н-ролл на рассвете» Т. Колесниченко и В. Некрасова), Эссекс («При жизни Шекспира» А. Ремеза), Меженин («Берег» Ю. Бондарева), Белогубов («Доходное место» А. Н. Островского), Ермаков («Предел усталости» Ю. Киселёва), Михаил Пряслин («Дом» Ф. Абрамова), Пётр Барбарисов («Уважаемый товарищ» М. Зощенко), Макмёрфи («А этот выпал из гнезда» Д. Вассермана по роману К. Кизи). В МДТ имени Н. В. Гоголя актёр прослужил ровно двадцать лет.
С 1990 по 2011 годы служил в Московском театре на Юго-Западе под руководством Валерия Беляковича.
В 2011—2017 годах — артист Московского драматического театра имени К. С. Станиславского (с 2013 года — «Электротеатр Станиславский»). Сотрудничает с театром по настоящее время в качестве приглашённого артиста.
С 2017 года — артист Государственного академического Малого театра России в Москве.
В 2015 году впервые набрал курс в Московском институте театрального искусства имени народного артиста СССР И. Д. Кобзона.

### Семья
Валерий Афанасьев был женат четыре раза.
Впервые женился, будучи студентом, на Лилии, которая училась на переводчика. Состояли в браке полтора года.
Второй брак — Колмыкова Евгения Серафимовна, режиссёр Творческого объединения «Экран», которая была старше его на пять лет. Они прожили вместе 6 лет.
Третий брак — Афанасьева Анна Вадимовна, реквизитор театра им Н. В. Гоголя. Они прожили вместе 40 лет вплоть до её кончины 27 декабря 2015 года.
Четвёртый брак — Афанасьева Наталия Сергеевна (род. 30 октября 1987 года), актриса «Электротеатра Станиславский», которая также служит и в Малом театре.
Сыновья — Владимир (род. 12 декабря 1972 года), телевизионный продюсер, руководитель медицинского центра; Константин (род. 29 ноября 1977 года), телевизионный продюсер; Георгий (род. 21 января 1979 года), предприниматель.

### Увлечения
Валерий Афанасьев пишет стихи и песни под гитару. В сериале «Простые истины» звучат некоторые из написанных им песен. Является автором книги «Иди за прошлым», куда вошли повесть, стихи и рассказы.

## Творчество

### Театральные работы

#### Московский театр на Юго-Западе (1990—2011)
- 1993 — «Мастер и Маргарита» — Понтий Пилат, Семплеяров
- 1999 — «Три сестры» А. П. Чехова —Вершинин
- 2003 — «Даёшь Шекспира!» — Протей
- 2004 — «Куклы» — Герцог Альдукар
- 2008 — «Вечер с бабуином» М. Кантора — Пётр
- 2009 — «Чайка» А. П. Чехова — Шамраев
- 2010 — «Ревизор» Н. В. Гоголя — Городничий

#### Малый театр (с 2017)
- 2017 — «Царь Борис» А. К. Толстого — Борис Годунов
- 2017 — «На всякого мудреца довольно простоты» А. Н. Островского — Крутицкий
- 2017 — «Женитьба» Н. В. Гоголя — Яичница
- 2018 — «Смута. 1609—1611 гг.» В. Мединского — воевода Смоленска Шеин
- 2019 — «Всегда зовите Долли!» Т. Уайлдера — Горас Вандергельдер
- 2019 — «Игроки» Н. В. Гоголя — Глов
- 2020 — «Варвары» М. Горького — Цыганов
- 2020 — «Большая тройка (Ялта-45)» Л. Свенссона — Черчилль
- 2020 — «Горе от ума» А. С. Грибоедова — Фамусов
- 2021 — «Пётр I» Д. С. Мережковский — Пётр Толстой
- 2021 — «Перед восходом солнца» Г. Гауптмана — Маттиас Клаузен
- 2021 — «Идиот» Ф. М. Достоевского — Тоцкий
- 2022 — «Мёртвые души» Н. В. Гоголя — Собакевич
- 2022 — «Женитьба Фигаро» П. Бомарше — Бартоло
- 2022 — «Горячее сердце» А. Н. Островского — Силан

### Фильмография

#### Роли в кино
- 1971 — Светлая речка Вздвиженка — Василий Васильевич
- 1974 — Самый жаркий месяц — Гумаченков
- 1974 — Хождение по мукам — офицер
- 1974 — Совесть (серия № 5) — капитан милиции в колонии, где сидит «Графиня»
- 1975 — Это мы не проходили — офицер флота (в титрах — В. Афонасьев)
- 1976 — Дневной поезд — гость
- 1977 — Собственное мнение — эпизод
- 1981 — Кольцо из Амстердама — Василий, сотрудник КГБ
- 1982 — Владивосток год 1918 — эпизод
- 1983 — Духовой оркестр (короткометражный) — музыкант
- 1984 — Дорога к себе — Федя-водолаз
- 1984 — Расставания — Борис Шутиков, шофёр
- 1985 — Исполнить свой долг (фильм-спектакль) — Василий Алексеевич Десницкий, делегат III съезда РСДРП от Нижегородского комитета РСДРП
- 1986 — Михайло Ломоносов — Фома
- 1987 — Гардемарины, вперёд! — Павел Ягупов, поручик Преображенского полка
- 1987 — Шантажист — Димка-жестянщик, ремонтник автомобилей
- 1988 — Гражданин убегающий (короткометражный) — Витюрка
- 1988 — За всё заплачено — Давыдов, строитель
- 1988 — С луны свалился (фильм-спектакль) — швейцар / портье / весовщик / Обрезкин
- 1989 — В городе Сочи тёмные ночи — обманутая жертва Степаныча (нет в титрах)
- 1989 — Камышовый рай —
- 1989 — Не сошлись характерами — клиент в очереди (нет в титрах)
- 1990 — Арбатский мотив — бульдозерист
- 1990 — Место убийцы вакантно... — эпизод
- 1990 — Неизвестные страницы из жизни разведчика — командир партизанского отряда
- 1990 — Сэнит зон — майор Голодный
- 1990 — Гулять так гулять, стрелять так стрелять… — бандит
- 1991 — Сыщик петербургской полиции — Рукавишников, унтер
- 1992 — Чёрный квадрат — Рашилин
- 1995 — Трамвай в Москве (короткометражный) — пассажир
- 1995 — Ширли-мырли — Анатолий Иванов, геолог
- 1996 — Любить по-русски 2 — Максим, беженец
- 1996 — Научная секция пилотов — эпизод
- 1997 — День полнолуния — Егор, бизнесмен
- 1998 — Приятного аппетита (короткометражный)
- 2000 — Чек — генерал
- 2002 — Специальный репортаж, или Супермен этого дня — Игорь Ронгольдович, главный редактор «Взвода новостей»
- 2004 — Легенда о Кащее — Перун
- 2004 — Джек-пот для Золушки — генерал, военком, «отчим» Гарика
- 2005 — Верёвка из песка — Валентин Топильский (Валюн)
- 2005 — Зеркальные войны. Отражение первое — полковник Свирский
- 2006 — Парадиз — Герман
- 2006 — Джоник — Владимир Яковлевич
- 2007 — 07-й меняет курс — начальник генштаба
- 2007 — Эксперты — Фёдор Спиридонович Лавров
- 2008 — Огонь любви — Георгий Птица, начальник службы безопасности
- 2009 — Мой — Борис Николаевич
- 2010 — Если бы да кабы — Николай Кузнецов, отставной разведчик
- 2010 — Операция «Горгона» — генерал-лейтенант
- 2010 — Мамочки — Павел Павлович Суворов, полковник
- 2011 — Последнее дело Казановы — Николай Анатольевич Хабаров, чиновник
- 2012 — Личное дело майора Баранова — генерал-майор
- 2013 — Гагарин. Первый в космосе — лодочник
- 2013 — Любовь нежданная нагрянет — Фёдор Иванович
- 2013 — Любовь за любовь — заседатель
- 2013 — Отец поневоле — отец Владимира
- 2013 — Синдром Шахматиста — генерал-майор
- 2014 — Карнавал по-нашему — Денис Иванович, отец Оксаны
- 2014 — Чужая война
- 2014 — Кухня в Париже — русский турист
- 2015 — Главный — Дмитрий Козлов
- 2016 — Она сбила лётчика — Евгений Олегович, отец Валерия
- 2016 — Сердечная недостаточность — Игорь Сергеевич Филипенко, отец Алёны
- 2017 — Кухня. Последняя битва — русский турист
- 2017 — Вера —
- 2018 — Лев Яшин. Вратарь моей мечты — Иван Петрович, отец Льва Яшина
- 2018 — Радуга в поднебесье — Андрей Васильевич Моховой, мэр города
- 2018 — Сальса — Василий Степанович
- 2020 — Калашников — главный маршал артиллерии Воронов

#### Роли в телесериалах
- 1974 — Хождение по мукам (серия № 4 «Четверо») — офицер (нет в титрах)
- 1996—1999 — 12 с половиной кресел, или Всё наоборот —
- 1999 — Д. Д. Д. Досье детектива Дубровского — «Кожух», заключённый в камере в Чите
- 1999 — Семейные тайны —
- 1999—2003 — Простые истины (с серии № 85) — Пётр Алексеевич Калитин, полковник, учитель ОБЖ, отец Лёши Калитина
- 1999—2000 — Редакция
- 2000 — Маросейка, 12 (серия «Операция „Зелёный лёд“») — Рудин
- 2000 — Остановка по требованию 2 — прораб
- 2000 — Редакция —
- 2000 — Марш Турецкого (серия «Синдикат киллеров») — Иван Петрович
- 2001 — FM и ребята — папаша
- 2001 — Гражданин начальник — Геннадий Борисович Колов, генерал, начальник милиции города
- 2001 — Искатели — Павел Степанович, директор лагеря
- 2001 — Марш Турецкого 2 (серия «Секретная сотрудница») — Леонид Григорьевич Беспалов («Полковник»)
- 2001 — Семейные тайны — эпизод (нет в титрах)
- 2002 — Воровка 2. Счастье напрокат — Игорь Орлов
- 2002 — Жизнь продолжается — Пётр
- 2002 — Кодекс чести — Виктор Сергеевич Хомутов
- 2002 — Русские в городе ангелов — капитан корабля
- 2002 — Следствие ведут ЗнаТоКи. Десять лет спустя — Никифоров
- 2003 — Лучший город Земли — Алтуфьев
- 2003 — Русские амазонки 2 — Коновальчук
- 2003 — Неотложка (серия № 3 «Дезертиры») — генерал милиции (нет в титрах)
- 2004 — Дети Арбата — Георгий Константинович Жуков
- 2004 — Московская сага — Георгий Константинович Жуков
- 2004 — Русское лекарство — Алексей Георгиевич Савин, генерал
- 2004 — Евлампия Романова 2. Обед у людоеда — Родион Громов («Гвоздь»)
- 2004 — Звездочёт — криминальный авторитет
- 2004 — Красная площадь — генерал-полковник, командующий Северо-Кавказским военным округом (нет в титрах)
- 2005 — Свой человек — Пётр Ильич, кандидат наук, филолог, водитель Морозова
- 2005 — Виола Тараканова. В мире преступных страстей 2 — Василий Никитич
- 2005 — Гражданин начальник 2 — Геннадий Борисович Колов, начальник службы безопасности Каратаева
- 2005—2006 — Люба, дети и завод… — Александр Брешев
- 2006 — Девять месяцев —
- 2006 — Вызов-1 — Пётр Анатольевич Герасименко, генерал
- 2006 — Вызов-2 — Пётр Анатольевич Герасименко, генерал
- 2006 — 9 месяцев — отец Ани, генерал
- 2006 — Аэропорт-2 —
- 2006 — Большие девочки — Иван
- 2007 — Ангел-хранитель — Фёдор Каменев, старый сыскарь, отец Коли и Гранита
- 2007 — Агония страха — Медведев
- 2007 — Богатая и любимая — Пётр Поспелов
- 2007 — Диверсант 2. Конец войны — генерал-майор
- 2007 — На пути к сердцу — эпизод
- 2007 — Взрослая жизнь девчонки Полины Субботиной — эпизод
- 2007 — Человек без пистолета — Кобылин, следователь
- 2007 — Смерть шпионам! — Валентин Серапионович Полуноченко, генерал-майор
- 2008 — Смерть шпионам. Крым — Валентин Серапионович Полуноченко, генерал-майор
- 2008 — Галина — Евгений Тимофеевич Милаев, первый муж Галины Брежневой
- 2008 — Вызов-3 — Пётр Анатольевич Герасименко, генерал
- 2008 — Жестокий бизнес — эпизод
- 2008 — Жизнь, которой не было — Александр Николаевич Гусев, отец Алексея
- 2008 — Десантный батя — Георгий Константинович Жуков, генерал армии, командующий Ленинградским фронтом
- 2008 — Ставка на жизнь — Петрович
- 2008—2010 — Маргоша 2 — 'Фёдор Иванович Шульгин, владелец итальянского ресторана «Кальяри», отец Павла и Маргариты Шульгиных
- 2009—2010 — Кремлёвские курсанты — Владимир Петрович Прокофьев, генерал-лейтенант, друг и боевой товарищ Василия Макаровича Романенко
- 2009 — Огонь любви —
- 2009 — Вызов 4 — Пётр Анатольевич Герасименко, генерал
- 2010 — Застывшие депеши — Олег Маркович Волынский, генерал-майор, начальник отдела Службы финансовой безопасности
- 2010 — Черкизона. Одноразовые люди — Андрей Иванович Таранов («Таран»), хозяин рынка
- 2010 — Игрушки — Пётр Некрасов, нефтяник, отец Варвары и Дмитрия Некрасовых
- 2010 — Дело гастронома № 1 — Анатолий Култаков, генерал КГБ
- 2010 — Срочно в номер. На службе закона — Владимир Петрович Строев, полковник УВД
- 2010 — Банды — Марцевич, генерал
- 2010 — Голоса — Дмитрий Петрович Сотников, полковник
- 2010 — «Алиби» на двоих — Лев Семёнович Шекелев, коллекционер
- 2010 — Доктор Тырса — Михаил Зыков, тренер конькобежцев
- 2010 — Москва. Три вокзала — Юрий Никитин, полковник
- 2010 — Псевдоним «Албанец» 3 — эпизод
- 2010 — Шериф — тренер Кирилла по боксу (нет в титрах)
- 2011 — Папаши — Геннадий Николаевич Рыбин
- 2011 — Амазонки — Михаил Михайлович Осипов, генерал-майор полиции, заместитель руководителя следственного управления МВД, начальник Аркадия Крестовского
- 2011 — Гюльчатай — Иван Степанович, полковник
- 2011 — Ключи от счастья. Продолжение — Михаил Юрьевич («Лермонтов»), начальник участка
- 2011 — Крутые берега — Костенко
- 2011 — Мент в законе 4 — Пётр Викторович Романов
- 2011 — Сделано в СССР — Трофим Павлович Дубровин, генерал, друг Шишова
- 2011 — Срочно в номер 3 — Владимир Петрович Строев, полковник УВД
- 2011 — Терминал — Евгений Алексеевич Остротин, генерал
- 2011 — Выхожу тебя искать 2 — Василий Петрович Колокольников, прокурор на пенсии
- 2012 — Детка — Уллен Михайлович, отец Кости
- 2012 — Ночные ласточки — Ненароков, генерал-майор
- 2012 — Подстава — Антон Григорьевич Громов, председатель комитета по строительству в Думе
- 2012 — Смерть шпионам. Лисья нора — Валентин Серапионович Полуноченко, генерал-майор
- 2012 — Смерть шпионам. Скрытый враг — Валентин Серапионович Полуноченко, генерал-майор
- 2012 — Смерть шпионам. Ударная волна — Валентин Серапионович Полуноченко, генерал-майор
- 2012 — Средство от смерти — Виталий Миронович Мартов
- 2012 — Воронины (серия № 234) — Вячеслав, армейский друг Николая Петровича
- 2012—2013 — Лорд. Пёс-полицейский — Фёдор Палыч, генерал
- 2013 — Бесценная любовь — Сан Саныч, отец Маши
- 2013 — Бомбила. Продолжение — Данилин, следователь
- 2013 — Виолетта из Атамановки — Фрол Афанасьевич Дерюгин, генерал-майор, начальник службы МЧС
- 2013 — Между нами, девочками — Сан Саныч Рыбаков, начальник отдела кадров филармонии, отставной военный
- 2013 — Светофор — Фёдор Иванович, друг матери Севы
- 2014 — Тихая охота — Михаил Борисович Юдин, судья
- 2014 — Беспокойный участок — Иван Георгиевич Давыдов, отец Макса, генерал-полковник УВД
- 2014 — Красивая жизнь — Сергей Иванович, отец Юры
- 2014 — Отмена всех ограничений — Олег Борисович Курагин, друг Вакулина
- 2014 — Сердце звезды — Анатолий Сергеевич Чернышов, отец Ольги
- 2014 — Сучья война — Андрей Игнатьевич Матвеев, отец Михаила
- 2014 — Тайный город. Войны начинают неудачники — Великий магистр Ордена (Леонард де Сент-Каре)
- 2014 — Тайный город. Командор войны — Великий магистр Ордена (Леонард де Сент-Каре)
- 2014 — Трюкач — Александр Петрович Богатырёв, отец Сан Саныча, генерал
- 2014 — Уходящая натура — Валентин Георгиевич, первый секретарь райкома
- 2014 — Москва. Центральный округ. Последний сезон (фильм № 2 «След пули») — Григорий Петрович Дудник, почётный строитель, криминальный «авторитет»
- 2015 — Бегущая от любви — Пётр Ваевич
- 2015 — Двойная сплошная — Николай Борисович Егоров, отец Анны
- 2015 — Дневник свекрови — Валерий Петрович Ивасюк, отец Нюси
- 2015 — Орлова и Александров — Василий Иванович Чуйков, генерал
- 2016 — Восьмидесятые — Владимир Ильич
- 2016 — Нити судьбы — Евгений Полтавский
- 2017 — Отель «Элеон» 2 (серии № 40, 42) — Геннадий Семёнович Скороходов, генерал полиции
- 2017 — Благие намерения — Фирсов-старший
- 2017 — Двойная сплошная 2 — Николай Борисович Егоров, отец Анны
- 2017 — Искушение — Семён Хван
- 2017 — Искушение 2 — Семён Хван
- 2018 — Воронины (серии № 504, 524, 533) — Владимир Селезнёв, старый друг Николая Петровича
- 2018 — Расплата — Борис Андреевич Лапин, бизнесмен, отец Анны
- 2018 — Посольство — министр иностранных дел России
- 2018 — Тайный город 3 — Великий магистр Ордена (Леонард де Сент-Каре)
- 2018 — Между нами, девочками. Продолжение — Сан Саныч Рыбаков, исполняющий обязанности директора филармонии, отставной военный, жених Ираиды Степановны Кузнецовой
- 2018 — Крепкая броня — генерал-майор Крутояров
- 2018 — Хор — Куприянов
- 2019 — Девять жизней — Захар Михайлович Котов, генерал-майор юстиции в отставке, друг Фёдора Журавлёва
- 2019 — Ивановы-Ивановы (серии № 69, 72, 81, 82) — Олег Сергеевич Володин, прокурор, знакомый Антона Иванова и инвестор его нового бизнеса
- 2020 — Марлен — Павел Нестеров («Паша Нестор»), криминальный бизнесмен
- 2020 — Сержант — Алексей Вадимович Бондарев, генерал ФСБ
- 2021 — Уличное правосудие — отец Артёма Северова
- 2022 — Предпоследняя инстанция — Михаил Маврин, папа Максима
- 2022 — Спецбат — генерал Щербаков
- 2023 — Училки в законе 3 — генерал
- 2023 — Загадай любовь — Михалыч, охранник

## Награды
- Заслуженный артист РСФСР (18 апреля 1990 года)
- Народный артист Российской Федерации (31 августа 2005 года) — за большие заслуги в области искусства[7]
- Медаль ордена «За заслуги перед Отечеством» II степени (19 апреля 2010 года) — за заслуги в развитии отечественной культуры и искусства, многолетнюю плодотворную деятельность[8]
- Премия Правительства Российской Федерации в области культуры (2 марта 2020 года) — за цикл исторических спектаклей для детской и юношеской аудитории на сцене Малого театра России[9]